# Česko-moravská subprovincie
Česko-moravská subprovincie nebo Česko-moravská soustava (německy Böhmisch-Mährische Subprovinz) je geomorfologická soustava rozkládající se v jihovýchodních Čechách, jihozápadní Moravě a malou částí v severním Rakousku. Zahrnuje geologicky velmi staré vrchoviny a pahorkatiny, z nichž nejvýznamnější je Českomoravská vrchovina. Nejvyšším bodem je Javořice v Jihlavských vrších.

## Členění
Česko-moravská subprovincie se dělí na 4 oblasti (dříve podsoustavy) a 16 celků:

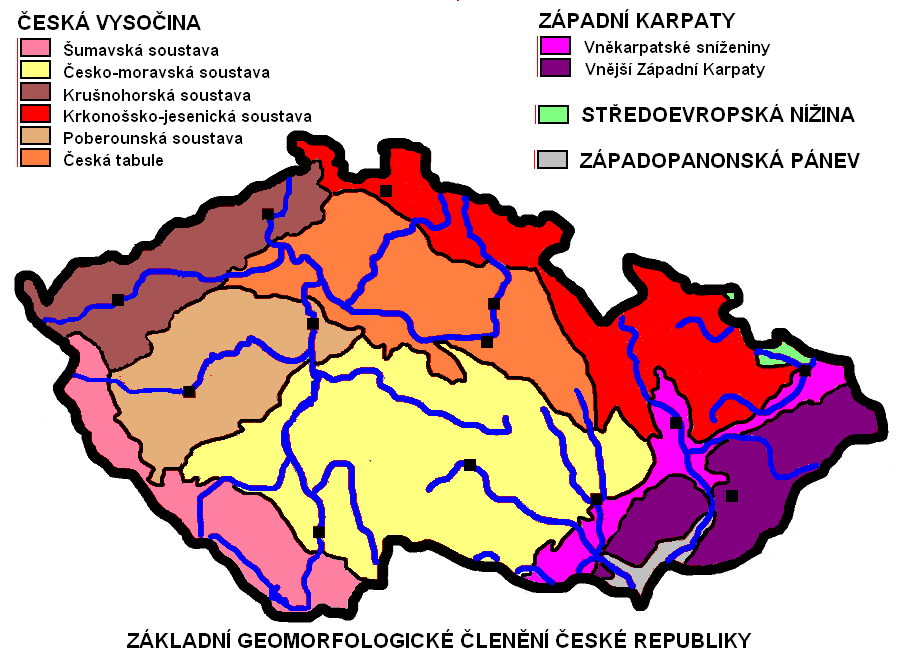
Geomorfologické členění České republiky.

- Středočeská pahorkatina
  - Benešovská pahorkatina
  - Vlašimská pahorkatina
  - Táborská pahorkatina
  - Blatenská pahorkatina
- Jihočeské pánve
  - Českobudějovická pánev
  - Třeboňská pánev
- Českomoravská vrchovina
  - Křemešnická vrchovina
  - Hornosázavská pahorkatina
  - Železné hory
  - Hornosvratecká vrchovina
  - Křižanovská vrchovina
  - Javořická vrchovina
  - Jevišovická pahorkatina
- Brněnská vrchovina
  - Boskovická brázda
  - Bobravská vrchovina
  - Drahanská vrchovina